# Antimachos (Kentaur)

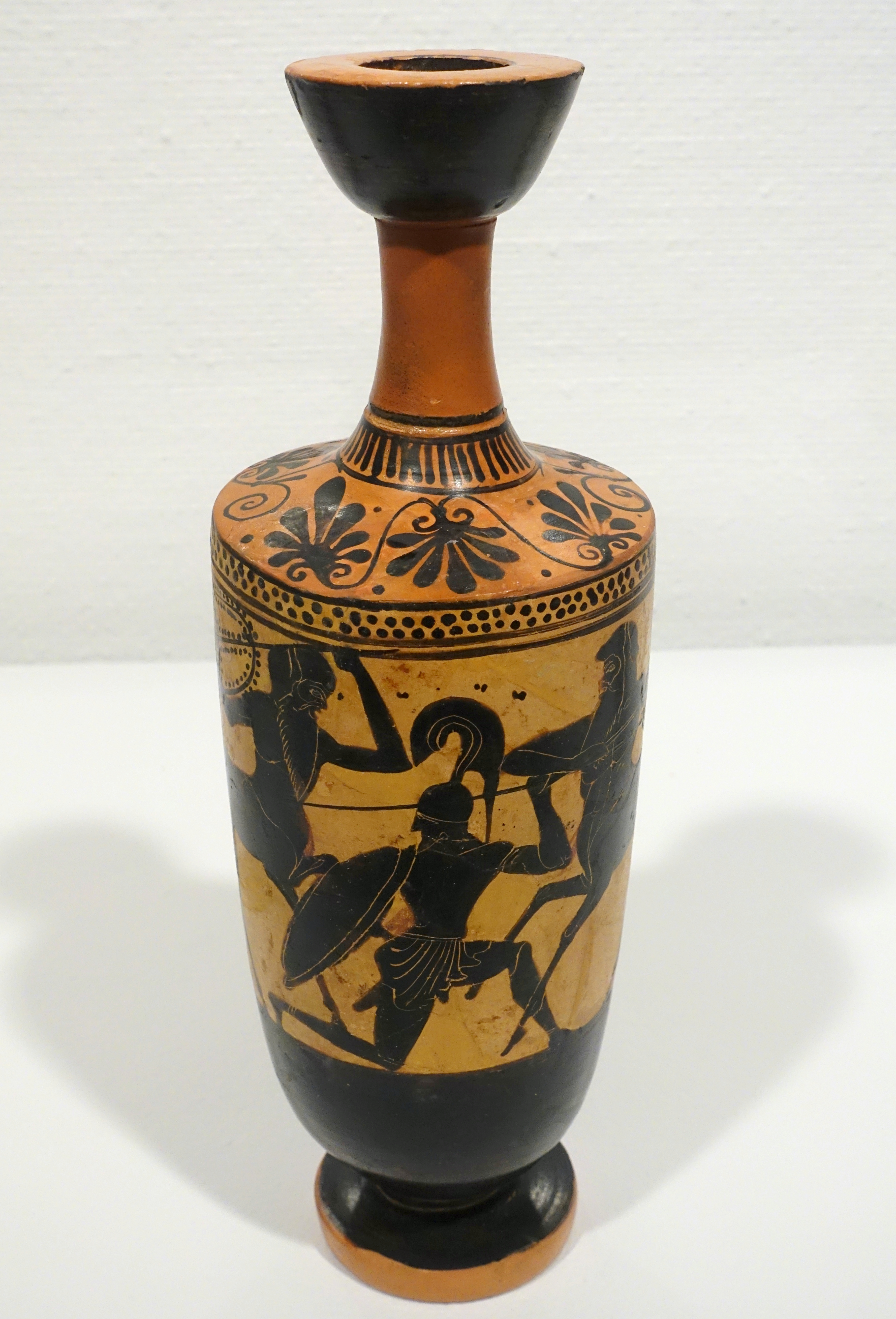
Lekythos, 5. Jh. v. Chr.: Zwei Kentauren attackieren Kaeneus.

Antimachos ist ein Kentaur der griechischen Mythologie. Er wird in der Kentauromachie auf der Hochzeit des Peirithoos vom Lapithen Kaineus getötet. Einzige Quelle ist das 12. Buch der Metamorphosen des Ovid.

## Name
Antimachos, lateinisch und deutsch auch Antimachus, kommt vom griechischen Adjektiv ἀντίμαχος, αntímachos, „widerstreitend“, einer Juxtaposition aus ἀντί, antí, gegen und μάχη, máchē, Kampf. Substantiviert mit der männlichen Endung -ος/-os wird daraus einer, der „im Kampfe hart oder tüchtig“ ist.
Der Name gehört zu den späteren Kentaurennamen, die nicht mehr die Gebirgsbäche repräsentieren, sondern Halbmenschen, die „Kampf und Jagd lieben ... und in roher Weise mit Felsbrocken, Baumstämmen ... kämpfen.“ Der Name deutet „kriegerischen Sinn, Kampf- und Jagdlust“ an.
Er ist für einen Kentauren anderweitig nicht bekannt und eine Erfindung Ovids. In der Darstellung der Kentauromachie auf der Françoisvase tritt er als Lapith in Erscheinung.

## Mythos
Ovid lässt Nestor vor Troja die Kentauromachie erzählen, war er doch selbst dabei. Ihr Höhepunkt ist der Tod und die Metamorphose des Kaineus nach seinem Kampf mit dem hartnäckigen Kentauren Latreus. Zuvor kann er aber noch fünf Kentauren niedermachen, darunter unseren Antimachos. Nestor erinnert sich an ihre Namen.

### Text
Ovid: Metamorphosen 12, 459–461:

Quínque necí Caeneús dederát Styphelúmque Bromúmque

Ántimachúmqu(e) Elymúmque secúriferúmque Pyrácmon;

vúlnera nón meminí, numerúm noménque notávi.
Eigenübersetzung in Prosa:

Caeneus hatte fünf (Kentauren) dem Tod übergeben, Styphelos und Bromus / und Antimachos und Elymus und den die Axt tragenden Pyrakmos. / An die Wunden erinnere ich mich nicht, Zahl und Namen (der Kentauren) habe ich behalten.
Übersetzung Suchier im Versmaß:

Caéneus séndete fǘnf in den Tód, Antímachos, Brómos,
 
Stýphelos, Élymus aúch und den Streítaxtträ́ger Pyrákmos,

wíe, das íst mir entfállen; die Záhl und die Námen behíelt ich.

### Literarische Gestaltung
Antimachos ist das dritte Glied einer Gruppe von fünf Kentauren, die jeweils durch die angehängte Konjunktion -que/und ihr eigenes Gewicht bekommen, in der monotonen Aufzählung aber an Bedeutung verlieren. Einzig Pyrakmos setzt sich mit der Streitaxt etwas ab, kämpfen Kentauren doch normalerweise mit Felsbrocken und Bäumen. 
Die fünf Kentauren werden der Reihe nach niedergemacht, der „kampfestüchtige“ Name nützt dem Antimachos nichts, immerhin hebt er sich damit aus der Masse heraus, in der Fünfergruppe bleibt er aber ohne eigenes Profil ein Dutzend-Kentaur unter vielen. Das gilt so auch für die vier anderen Kentauren.

## Quelle
- Ovid: Metamorphosen 12, 459–461, Wikisource.